# Црква Преноса моштију Светог Николаја у Причевићу
Црква Преноса моштију Светог Николаја у Причевићу, насељеном месту на територији града Ваљева, подигнута је почетком тридесетих година 19. века, припада Епархији ваљевској Српске православне цркве и представља непокретно културно добро као споменик културе.

## Историја
Путујући по Србији Јоаким Вујић је 1827. год. посетио и село Причевић код Ваљева где је затекао цркву брвнару описавши је: "Ова церква весма оскудна и сирота, от дрва начињена, пак лежи измежду високи, шумни планина на једном потоку, код једног источника. Храм церкви јест свјати отац Николај". Даље каже да је од старих књига нашао један требник (наводи и подужи запис из њега), али не помиње ништа више од црквених сасуда или икона. Садашња црква подигнута је поред потока и пута, јужније од места где је била брвнара, на једином равном простору између брда која окружују храм (место где се налазила стара црква брвнара обележено је великим металним крстом). Храм је посвећен преносу моштију св. Николаја Мирликијског (вероватно је и стара црква славила исту славу).
Овде је од 1928. до 1932. свештеник био Рус Михаил Колодчук (1873-1942).

## Архитектура цркве
Црква посвећена Преносу моштију Светог Николаја, подигнута је на месту старије грађевине-цркве брвнаре. Цркви је 1957. године дозидана припрата, са звоником, који се степенасто сужава према врху. Иконостасна преграда не припада времену градње.
То је једнобродна грађевина издужене основе, без куполе, са полукружним певницама и олтарском апсидом. Главна грађевина је подељена на четири травеја складним пиластрима који уједно носе полуобличасти свод, ојачан луцима који се такође ослањају на пиластре. Између себе пиластри су спојени заобљеним луцима. На тај начин подужни зидови су растерећени ношења кровне конструкције, јер се скоро цела тежина свода преко лукова преноси на пиластре. У горњим зонама грађевине сводна конструкција је ојачана металним затегама. Под у цркви решен је на два начина: у средишњем делу је од дасака, а олтар, простор непосредно испред иконостаса, као и припрата су поплочни, непримерено, керамичким плочицама. Њихове коте су нешто испод коте дашчаног пода.
Године 1957, храму јо дозидана припрата са звоником у врху. Својим изгледом она се складно уклопила у постојећу грађевину, незнатно је издуживши. Гледано изнутра припрата се још боље уклопила у постојећи простор. Изнад припрате налази се галерија до које воде спиралне степенице из мање просторије која је до самих улазних врата са северне стране (иста просторија налази се и са јужне стране). Грађевина споља нема профилисане декорације, осим низа кратких лазена спојених луцима плитко изведених у малтеру у горњим површинама фасада, изузев на западној. Унутрашњи простор осветљен је мањим једноставним лучно засведеним прозорским отворима: на северној и јужној страни има их по три, док је на певницама и олтарској апсиди по један. Три мања кружна отвора налазе се на јужној, северној и западној фасади. Храм има два портала; главни - западни и споредни - јужни који су истог облика (лучно засведени). Западна фасада се завршава лучним забатом изнад кога се уздиже звоник квадратне основе. Звоник се степенасто сужава ка врху да би се завршио у облику плитке калоте.
На звонику су на четири стране постављене по две бифоре. Кров је двоводан са бибер црепом као прекривачем (звоник је прекривен лимом). Црква у Причевићу грађена је чврстим материјалом: грубо тесаним каменом, заливеним кречним малтером. Темељи грађевине су јако дубоки (на југу је откопана сонда где је измерен дубина темеља од око 1,2 до 1,5 м. док су са северне нешто плићи) Грађевина је малтерисана у равно (изнутра и споља). Споља је окречена у бело такозваном "прсканом фасадом", а унутрашњи зидови су вишебојни.
У храму је иконостасна преграда са иконама који нису из времена градње храма. Натпис у врху преграде говори да је иконостас постављен 1955. године од стране Раје и Стане Ђорђевић из села Балиновића. Иконе су рад сликара који није био школован па његове иконе немају већу уметничку вредност. Сликар је оставио своје иницијале " И. М. и годину сликања 1955. на три иконе: св. архиђакон Стефан, св. Никола и Богородица са Христом.